# 상업용 부동산

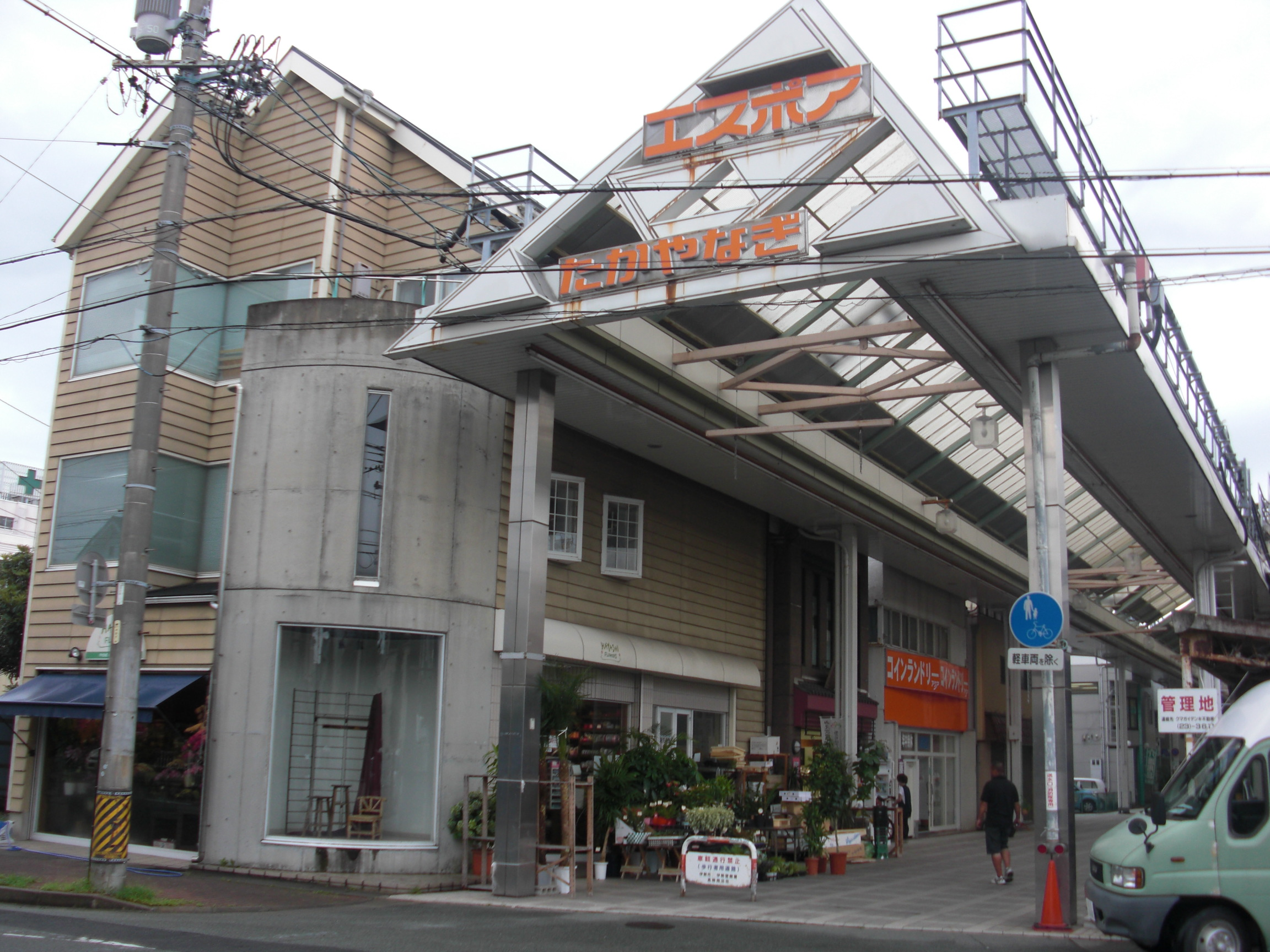
일본의 상업시설

상업용 부동산(商業用不動産)은 상업으로 사용하는 부동산이다.

## 생활권 주변 상가
사람들이 많이 거주하는 지역의 주변에 있는 상가에는 일상 생활에 필요한 재화나 서비스를 제공하는 가게나 공공 시설이 많으며, 대표적으로 다음과 같은 것들이 있다.
| - 슈퍼마켓과 식료품 상점 - 식당, 레스토랑, 음식점, 카페, 찻집, 커피하우스·커피전문점 - 이발소 - PC방 - 오락실 | - 우체국 - 서점 - 옷 가게 - 편의점 - 파출소 |

## 판례
대규모 상가를 분양할 경우에 분양자가 수분양자들에게 특정 영업을 정하여 분양하는 이유는 수분양자들이 해당 업종을 독점적으로 운영하도록 보장하는 한편 상가 내의 업종 분포와 업종별 점포 위치를 고려하여 상가를 구성함으로써 적절한 상권이 형성되도록 하고 이를 통하여 분양을 활성화하기 위한 것이고, 수분양자들로서도 해당 업종에 관한 영업이 보장된다는 전제 아래 분양회사와 계약을 체결한 것이므로, 지정업종에 관한 경업금지의무는 수분양자들에게만 적용되는 것이 아니라 분양자에게도 적용된다. 이 경우 분양자의 수분양자에 대한 의무는 수분양자의 영업권을 실질적으로 보호하기 위한 것이므로, 비록 분양자가 상가의 활성화를 위하여 업종의 일부를 변경하고 매장의 위치를 재조정하여 상가의 구성을 변경한다고 하더라도, 그로 인하여 기존의 영업상 이익을 침해받을 처지에 있지 아니한 수분양자에 대하여는 의무를 위반한 것이 아니다

## 같이 보기
- 상업 지구